# 广告史

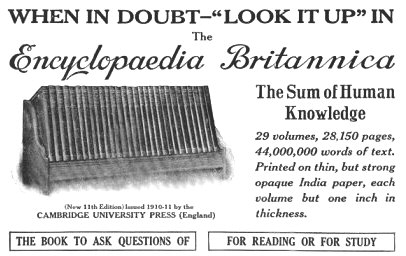
1913年登在報紙上的一則印刷廣告「來買百科全書！」

廣告出現的歷史十分悠久，考古學家從古代廢墟的遺址裡，亦有發現廣告的踪影。
早期的廣告以事務性為主，例如在古埃及的就有用莎草紙上製作銷售推廣或尋找失物的廣告海報；在古印度，亦有透過壁畫的形式來達至商業宣傳的效果。
現代廣告的出現，大約在17世紀的英國開始，當時的廣告是報章內的宣傳，以書籍的銷售為主，後來因為宣傳效果良好，使醫藥產品亦開始採用這個宣傳途徑。
在亞洲，最早期的廣告出現於北宋時期，當時主要是商品為了突顯其品質而製作，以產品及品牌宣傳為主。到了19世紀初，歐洲式的廣告亦開始在日本的江戶出現。
在互聯網的世界，為廣告開拓了新的發展空間。時至今日，廣告的發展，從形式、內容、表達手法，均已演變得五花八門。

## 西方

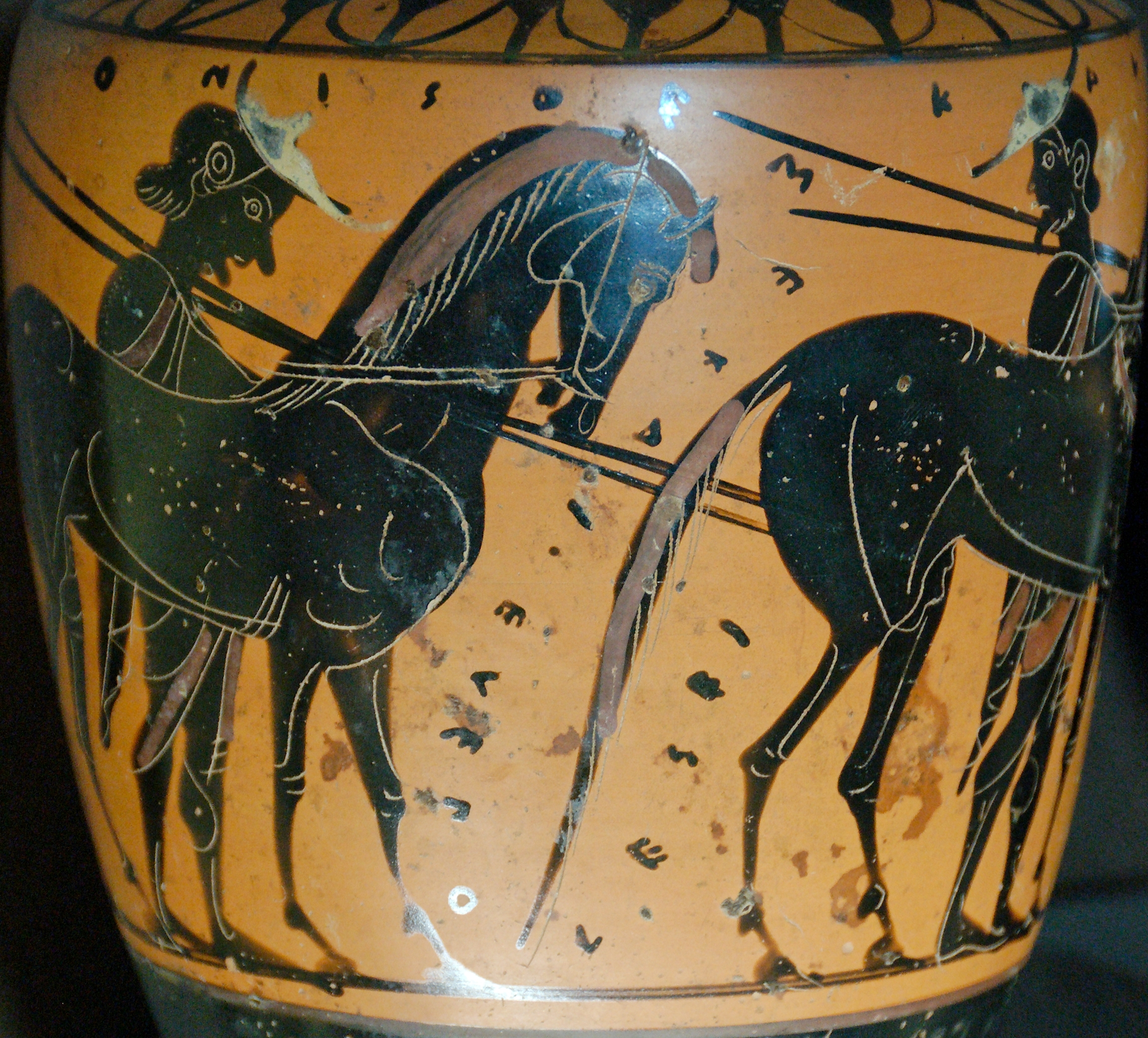
現時收藏於法國羅浮宮的古時廣告，是在一件公元前550年的陶器上的銘刻。

古代广告的通常形式是口头传播。然而商业性质和政治竞选的广告已经在庞贝的废墟中有所发现，但还不是最早的。公认的最早的广告应该是在古希腊发现的《寻奴》。
当印刷术在15世纪到16世纪的欧洲广泛运用时，出版業開始發展，真正意义上的现代广告出现了。英国出现了世界上第一个纸介印刷广告，当时是用来宣传贩卖教会图书的。
17世纪，广告开始出现在英国一些每周出版的报纸上，并且在接下来的一个世纪中广告日益流行起来，成为社会生活和商业经济中不可缺少的一部分。
19世纪當世界經濟開始急速擴張，對廣告的需求亦以同步增長。1843年，美國費城出現了世界上第一家廣告代理公司，由Volney Palmer創辦。早期的廣告代理只不過是報章的廣告分銷商。但到了20世纪，廣告代理開始為廣告的內容負責。

## 中国

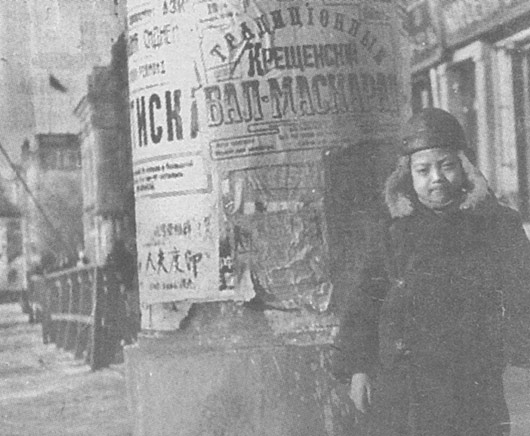
二十世纪早期哈尔滨的俄式广告柱

中国不是现代广告的发源地，但有广告性质的宣传方式很早就出现了。
《诗经》的《周颂·有瞽》一章里已有“萧管备举”的诗句，据汉代郑玄注说：“萧，编小竹管， 如今卖饧者吹也。”唐代孔颖达也疏解说：“其时卖饧之人， 吹萧以自表也。”可见西周时，卖糖食的小贩就已经懂得以吹萧管之声招徕生意。
而春秋末期孔子的周游列国也可以说就是一种个人广告的形式。除了口头广告，中国古代最常出现的是悬挂式广告。北宋时期的名画《清明上河图》中，描写了北宋东京繁华的街市景象，里面的悬挂式广告随处可见。在當時的廣告，主要是商品為了突顯其品質而製作，以產品及品牌宣傳為主。

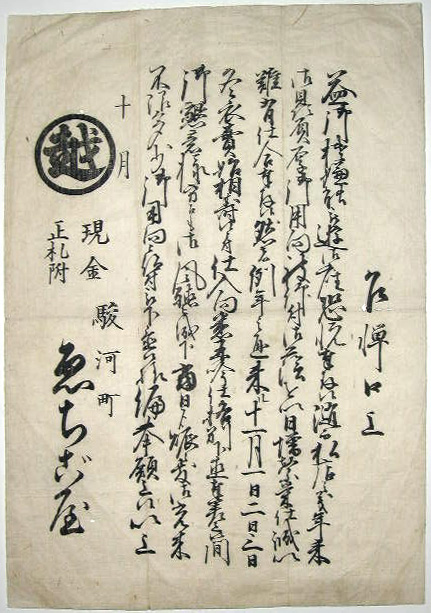
三越的前身「越後屋」(ゑちご屋)在19世紀初的宣傳海報

到了19世紀初，歐洲式的廣告亦開始在日本的江戶出現。中國的廣告亦隨著報紙傳入中國開始。到了清末民初，租界遍地的上海等地区成为中国现代广告的发达地区。
中华人民共和国成立后因为市场经济的消失现代广告逐渐失去了赖以生存的环境。
1978年中国改革开放以后现代广告才出现在中国大陆真正的繁荣，但与外国相比较还有很大距离。中國原有的廣告人材，在另一方面亦有不少前往港澳台地区發展，加上從海外歸來的學子，广告業的發展蓬勃得多。在中國大陸改革開放之後，這些廣告上的新概念亦漸漸的影響着中國大陸的人民。